# Лю Шань
Лю Шань (кит. трад. 劉禪, упр. 刘禅, пиньинь Líu Shàn, 207—271), взрослое имя Гунсы (кит. трад. 公嗣), ещё известный как Шэнчжи (кит. трад. 升之) — второй и последний император царства Шу, существовавшего в Китае в Эпоху Троецарствия.

## Детские годы
Лю Шань был старшим сыном Лю Бэя и наложницы Гань. Когда в 208 году соперник Лю Бэя Цао Цао, оккупировавший к тому времени почти весь северный Китай, начал кампанию по покорению области Цзинчжоу (荆州, занимала территории современных провинций Хубэй и Хунань), то во время отступления на юг Лю Бэй был перехвачен кавалерийским отрядом Цао Цао и, будучи разбитым в Чанбаньской битве, был вынужден бросить Гань с ребёнком, чтобы сбежать; для охраны семьи Лю Бэя позади был оставлен генерал Чжао Юнь. Взяв в руки младенца, Чжао Юнь вывел Гань и Лю Шаня в безопасное место.
После того, как в 221 году Лю Бэй провозгласил себя императором царства Шу, Лю Шань стал наследником престола. В следующем году Лю Бэй отправился в поход против Сунь Цюаня, но был разбит в Битве при Сяотине и, отступив в Байдичэн, умер в 223 году. Перед смертью Лю Бэй доверил Лю Шаня попечению чэнсяна Чжугэ Ляна.

## Правление

### Регентство Чжугэ Ляна
Пока был жив Чжугэ Лян, Лю Шань доверял ему все государственные дела. По совету Чжугэ Ляна на ключевые государственные посты были поставлены такие способные администраторы, как Фэй И, Дун Юнь, Го Ючжи и Сян Чун. По совету Чжугэ Ляна царство Шу заключило союз с царством У, чтобы совместно противостоять царству Вэй.
В 223 году Лю Шань женился на дочери Чжан Фэя.
После смерти Лю Бэя южные варвары попытались выйти из-под власти царства Шу. В результате совершённого в 225 году южного похода Чжугэ Лян смог военными и дипломатическими мерами восстановить целостность государства; всё оставшееся время регентства Чжугэ Ляна южные племена оказывали важную поддержку в боевых действиях против царства Вэй.
В 227 году Чжугэ Лян отправился в первый из своих северных походов, но в 231 году его сорегент Ли Янь, будучи не в состоянии обеспечить снабжение войск, издал поддельный императорский указ, предписывающий Чжугэ Ляну вернуться. Когда это вскрылось, то по совету Чжугэ Ляна Лю Шань сместил Ли Яня и поместил его под домашний арест.
В 234 году во время очередного похода против царства Вэй Чжугэ Лян серьёзно заболел. Узнав про это, Лю Шань отправил к Чжугэ Ляну своего секретаря Ли Фу, чтобы тот записал советы Чжугэ Ляна по важнейшим государственным делам. Среди прочего Чжугэ Лян посоветовал, чтобы его преемником стал Цзян Вань, а преемником Цзян Ваня был бы Фэй И. На вопрос Ли Фу о том, кто должен быть преемником Фэй И, Чжугэ Лян отвечать отказался. Вскоре после этого Чжугэ Лян скончался; следуя инструкциям Чжугэ Ляна Лю Шань назначил новым регентом Цзян Ваня.

### Регентство Цзян Ваня
Цзян Вань продолжил внутреннюю политику Чжугэ Ляна, но отказался от агрессивного стиля его внешней политики, направленной против царства Вэй, и в 241 году вывел шуские войска из пограничного Ханьчжуна, использовавшегося в качестве плацдарма для вторжений на территорию Вэй, в Фучэн.
В 237 году умерла императрица Чжан. Лю Шань сделал консортом её младшую сестру, а в 238 году поднял её в статусе до императрицы, дав её тот же титул «императрица Чжан», что носила её покойная сестра.
В 243 году Цзян Вань заболел, и передал большинство полномочий Фэй И и его помощнику Дун Юню. В 244 году регент Вэй Цао Шуан атаковал Ханьчжун, но Фэй И разгромил его в битве при Синши. Цзян Вань скончался в 245 году, вскоре после него умер и Дун Юнь.

### Регентство Фэй И
После смерти Цзян Ваня и Дун Юня Лю Шань дал в помощники Фэй И Цзян Вэя. Сам он в это время приобрёл страсть к путешествиям и драгоценностям, что ложилось тяжким бременем на государственную казну.
В 253 году Фэй И был убит генералом Го Сюнем, что сделало Цзян Вэя фактическим регентом страны. Так как он сам был полностью погружён в пограничные военные заботы, то внутри страны стало возрастать влияние евнуха Хуан Хао.

### Полурегентство Цзян Вэя
Приняв после смерти Фэй И командование над войсками Шу, Цзян Вэй осуществил ряд походов против Вэй, которые, однако, не причинив особого ущерба Вэй, легли тяжким бременем на Шу, чьё правительство работало уже не так эффективно, как при Чжугэ Ляне и Цзян Ване.
В 258 году Цзян Вэй предложил следующую стратегию в случае массивной атаки Вэй: приграничные города не должны оказывать сопротивление. Вместо этого основные войска этих городов должны отступить через горные проходы и ждать, пока войско Вэй устанет от перехода через горы, и тогда перекрыть измотанным воинам врага путь к отступлению. Лю Шань утвердил стратегию и сделал её официальным планом действий в случае нападения Вэй.
К 261 году влияние Хуан Хао внутри страны возросло настолько, что из ключевых фигур в правительстве независимыми остались только Дун Цзюэ и сын Чжугэ Ляна Чжугэ Чжань. В 262 году Хуан Хао попытался сместить Цзян Вэя и заменить его на своего друга Янь Юя. Узнав об этом, Цзян Вэй посоветовал Лю Шаню казнить Хуан Хао, но император отказался; тогда Цзян Вэй, опасаясь за свою жизнь, уехал в пограничный Тачжун.
Сюэ Сю, посол царства У, написал в 261 году, что император некомпетентен и не замечает своих ошибок, а его подчинённые стараются действовать так, чтобы не доставлять себе излишнего беспокойства.

### Падение Шу
В 262 году регент царства Вэй Сыма Чжао, раздражённый нападениями Цзян Вэя, решил устранить угрозу со стороны Шу раз и навсегда. В 263 году вэйская армия двинулась на Шу. Следуя намеченной стратегии, шуские войска оставили приграничные города и отступили к горным проходам, но вэйские силы, не обращая никакого внимания на пограничные крепости, двинулись к главным проходам через горы. Цзян Вэю удалось остановить армию Чжун Хуэя под Цзяньгэ, но Дэн Ай сумел провести свою армию через горы вглубь территории Шу и атаковал Цзянъю. После того, как он разбил Чжугэ Чжаня, между ним и столицей Шу не осталось войск, и по совету секретаря Цяо Чжоу Лю Шань предпочёл сдаться.

## Жизнь после падения Шу
В 264 году Лю Шань вместе со всей семьёй был перемещён в столицу Вэй город Лоян, где ему пожаловали титул Аньлэ-гун (安樂公). В 271 году он скончался в Лояне, и получил посмертный титул Аньлэ-сыгун (安樂思公). Впоследствии Лю Юань, основавший государство Северная Хань, объявил себя законным преемником империи Хань, и дал Лю Шаню посмертный императорский титул Сяохуай-хуанди (孝懷皇帝).

## Отражение в языке
В главе «Жизнеописание последнего правителя» (кит. 后主传) из «книги Шу» (кит. 蜀书) хроник «Сань-го чжи», со ссылкой на трактат «Вёсны и Осени династий Хань и Цзинь» (кит. 汉晋春秋) повествуется, как после гибели царства Шу и перемещения Лю Шаня в столицу царства Вэй Лоян, в один день Сыма Чжао спросил его, скучает ли он по родному царству Шу. На что Лю Шань ответил: «Здесь весело, не думаю о Шу» (кит. 此间乐， 不思蜀). Эта история породила китайский чэнъюй «веселясь, не думать о Шу» (кит. 乐不思蜀), образное выражение для обозначения ситуации, когда за весельем забывают о возвращении.

## Девизы правления
- Цзяньсин (建興 Jiànxīng) 223—237
- Яньси (延熙 Yánxī) 238—257
- Цзинъяо (景耀 Jǐngyào) 258—263
- Яньсин (炎興 Yánxīng) 263